# 빅토르 도브론라보프
빅토르 페드로비치 도브론라보프(러시아어: Виктор Фёдорович Добронра́вов, 1983년 3월 8일 ~ )는 러시아의 배우이자 가수이다.